# Hjorttjärnarna (Norra Ny socken, Värmland, 671222-135976)
Hjorttjärnarna är en sjö i Torsby kommun i Värmland och ingår i Göta älvs huvudavrinningsområde.